# Guo Yihan
Guo Yihan est une patineuse de vitesse sur piste courte chinoise.

## Biographie
Elle commence le patinage de vitesse sur piste courte en 2004 à Changchun. Elle considère le patineur de vitesse sur piste courte Apolo Anton Ohno comme son héros.

## Carrière
En novembre 2017, avec l'équipe chinoise, elle remporte une médaille d'argent en relais à la Coupe du monde de Shanghai. L'équipe est constituée de Fan Kexin, Zhou Yang et Han Yutong ; elle remplace Zang Yize dans l'équipe pour cette manche.